# Budziska (województwo śląskie)
Budziska (niem. Bachweiler) – wieś w Polsce położona w województwie śląskim, w powiecie raciborskim, w gminie Kuźnia Raciborska. Wieś znajduje się dwa kilometry od granicy województw śląskiego i opolskiego. W latach 1975–1998 miejscowość administracyjnie należała do województwa katowickiego.
Budziska leżą w dolinie Odry, nad jej prawym dopływem Rudą. Miejscowość znajduje się w granicach Parku Krajobrazowego Cysterskie Kompozycje Krajobrazowe Rud Wielkich utworzonego w 1993 roku. Wieś wchodzi również w skład Kotliny Raciborskiej.

## Nazwa
W alfabetycznym spisie miejscowości na terenie Śląska wydanym w 1830 roku we Wrocławiu przez Johanna Knie wieś występuje pod obecnie używaną, polską nazwą Budziska oraz nazwą skróconą Budzisk. Topograficzny słownik Prus z 1835 roku notuje wieś pod polską nazwą Budziska, a także Budzisk.
Pierwszymi mieszkańcami wsi byli „węglorze” specjalizujący się w wypalaniu węgla drzewnego w mielarzach. Osadnicy mieszkali w niewielkich domkach zwanymi budami, składających się tylko z jednego pomieszczeniach i stąd wzięła się nazwa miejscowości.

## Historia wsi
Wieś została założona prawdopodobnie w pierwszej połowie XVII wieku. Jej powstanie związane jest z rozwojem hutnictwa żelaza w Kuźni Raciborskiej oraz koniecznością dostarczenia dużej ilości węgla drzewnego dla produkcji hutniczej.
Od początku istnienia wsi Budziska przeważającą liczbę mieszkańców stanowili Polacy. Spis ludności z 1910 roku wykazał, iż w Budziskach mieszkało jedynie trzech obywateli niemieckich.
W okresie międzywojennym Budziska były nazywane „twierdzą polskości”. Prawie wszyscy mieszkańcy wsi (96%) opowiedzieli się w Plebiscycie za przynależnością Śląska do Polski. W prywatnych budynkach czynne były polskie przedszkole, biblioteka i świetlica. W latach 1923–1933 we wsi działała też polska szkoła mniejszościowa (obecnie Społeczna Szkoła Podstawowa w Budziskach).

## Galeria

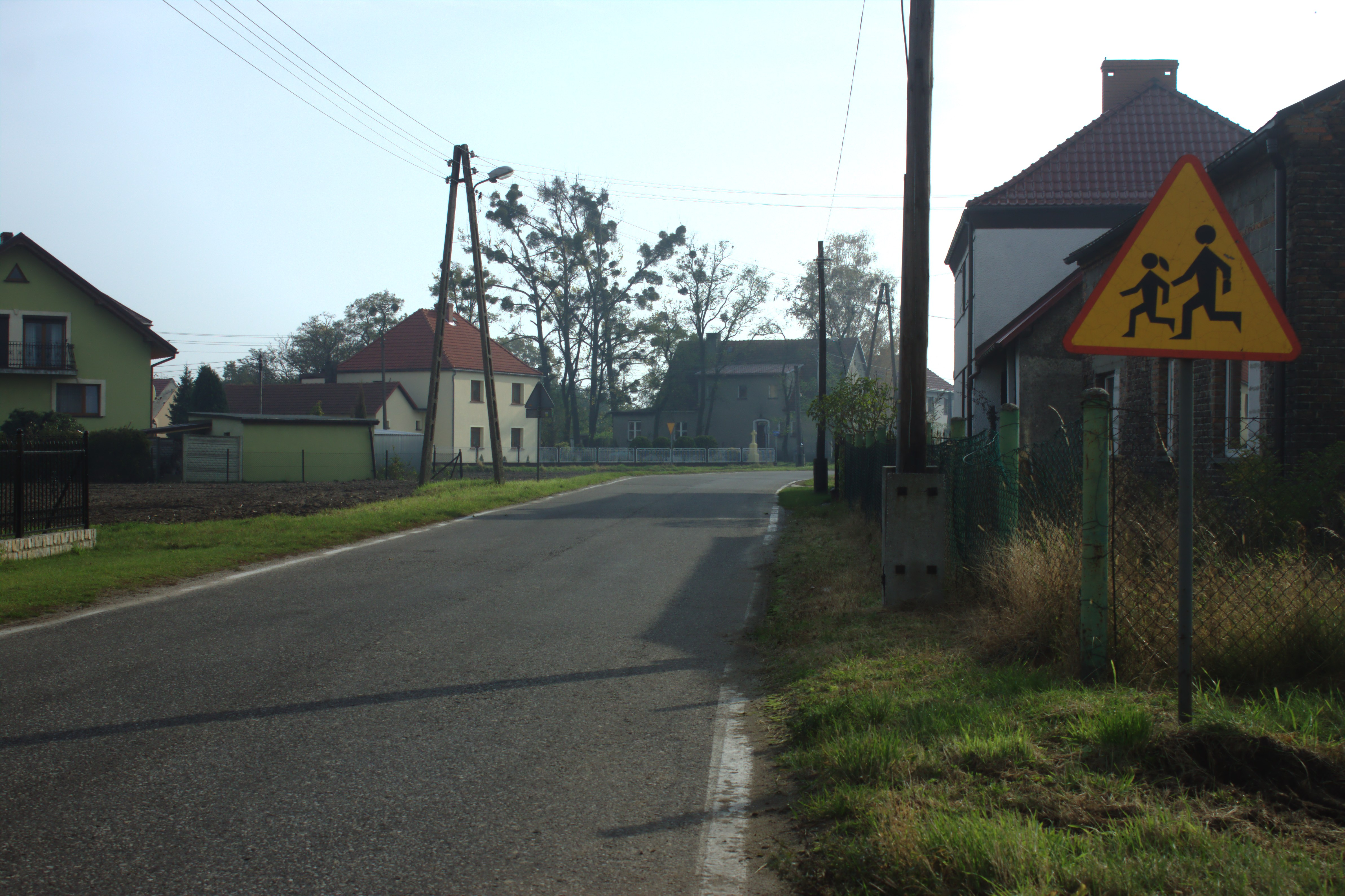
Ulica Szkolna
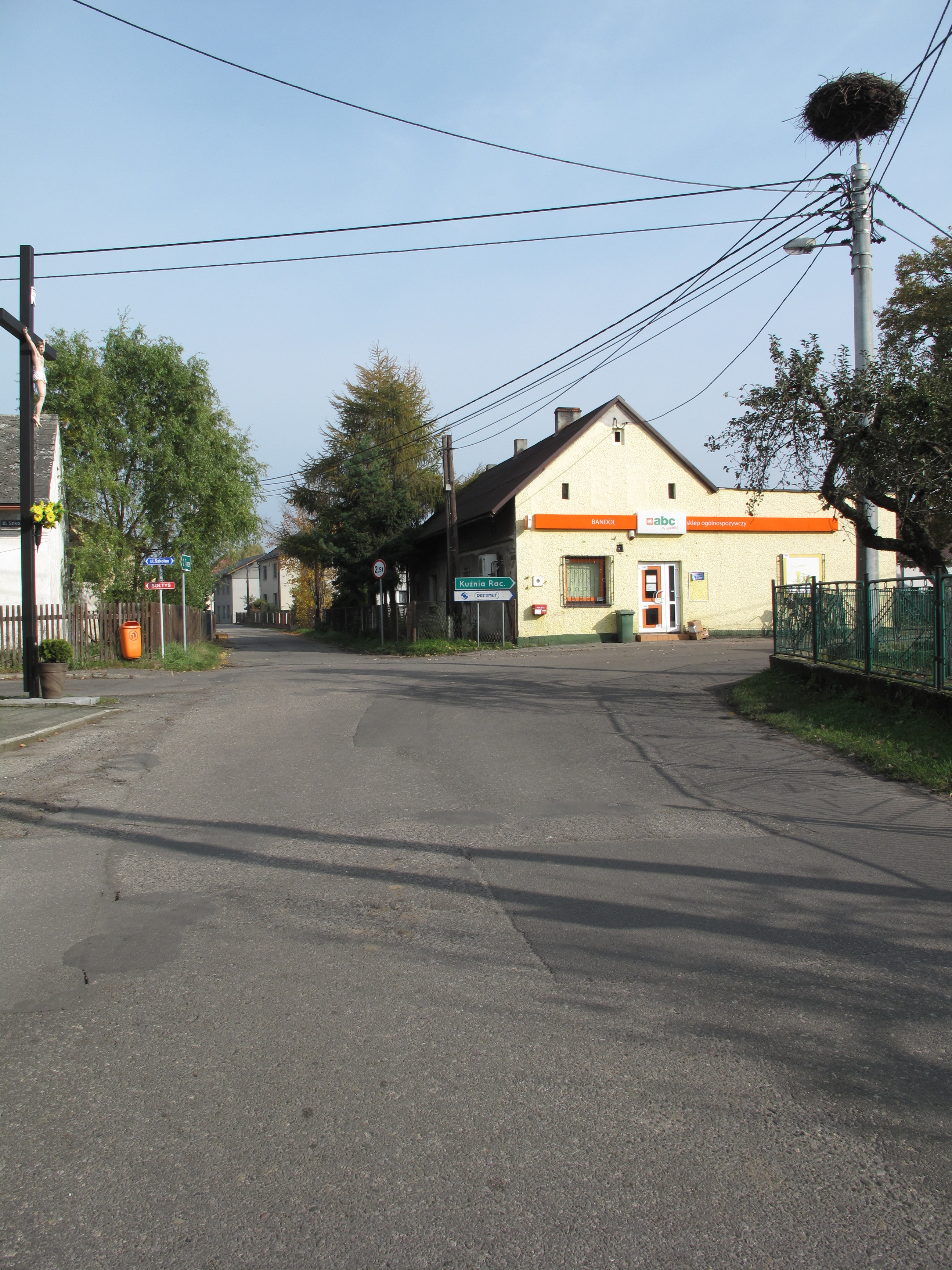
Główne skrzyżowanie
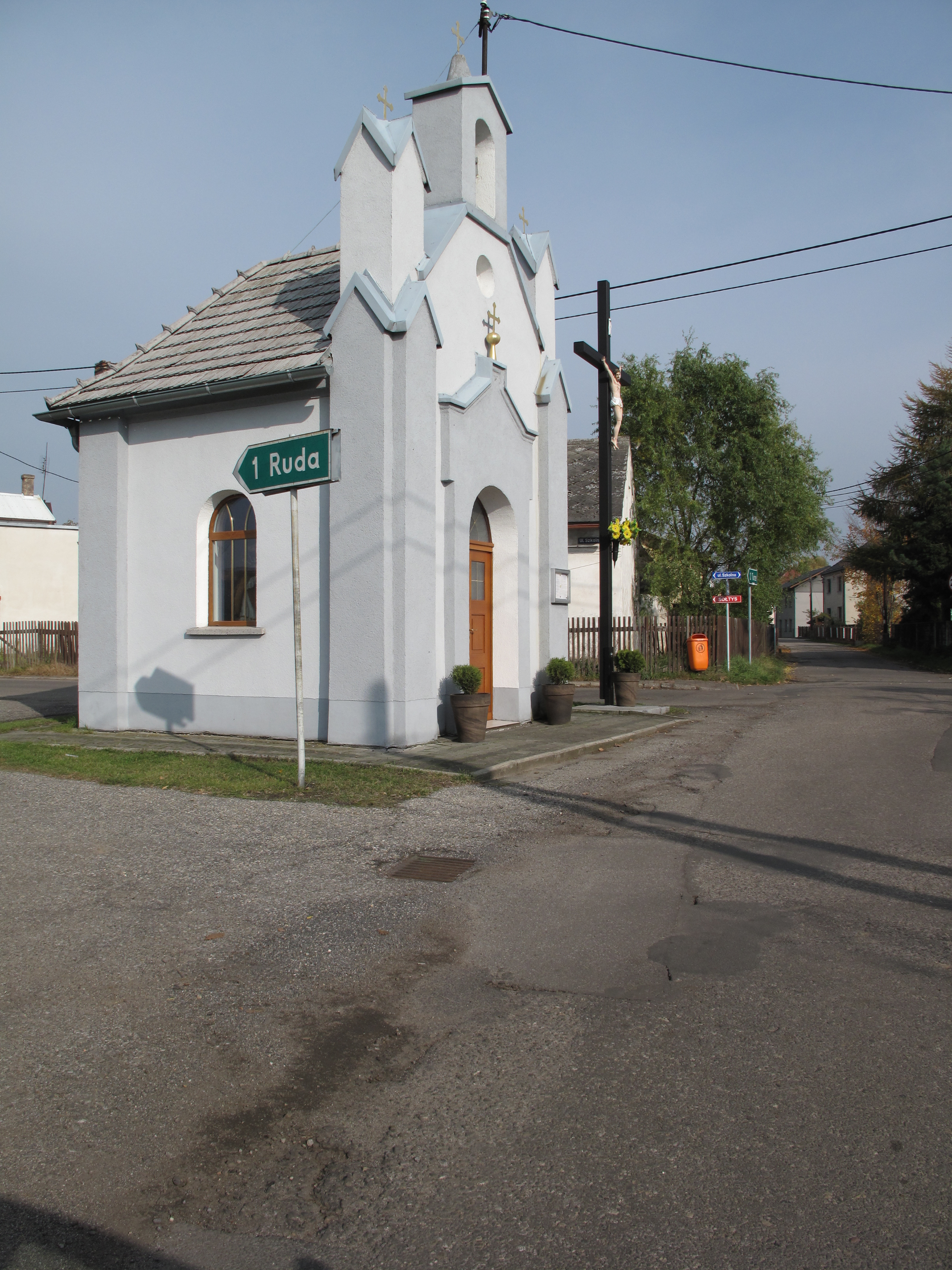
Kapliczka
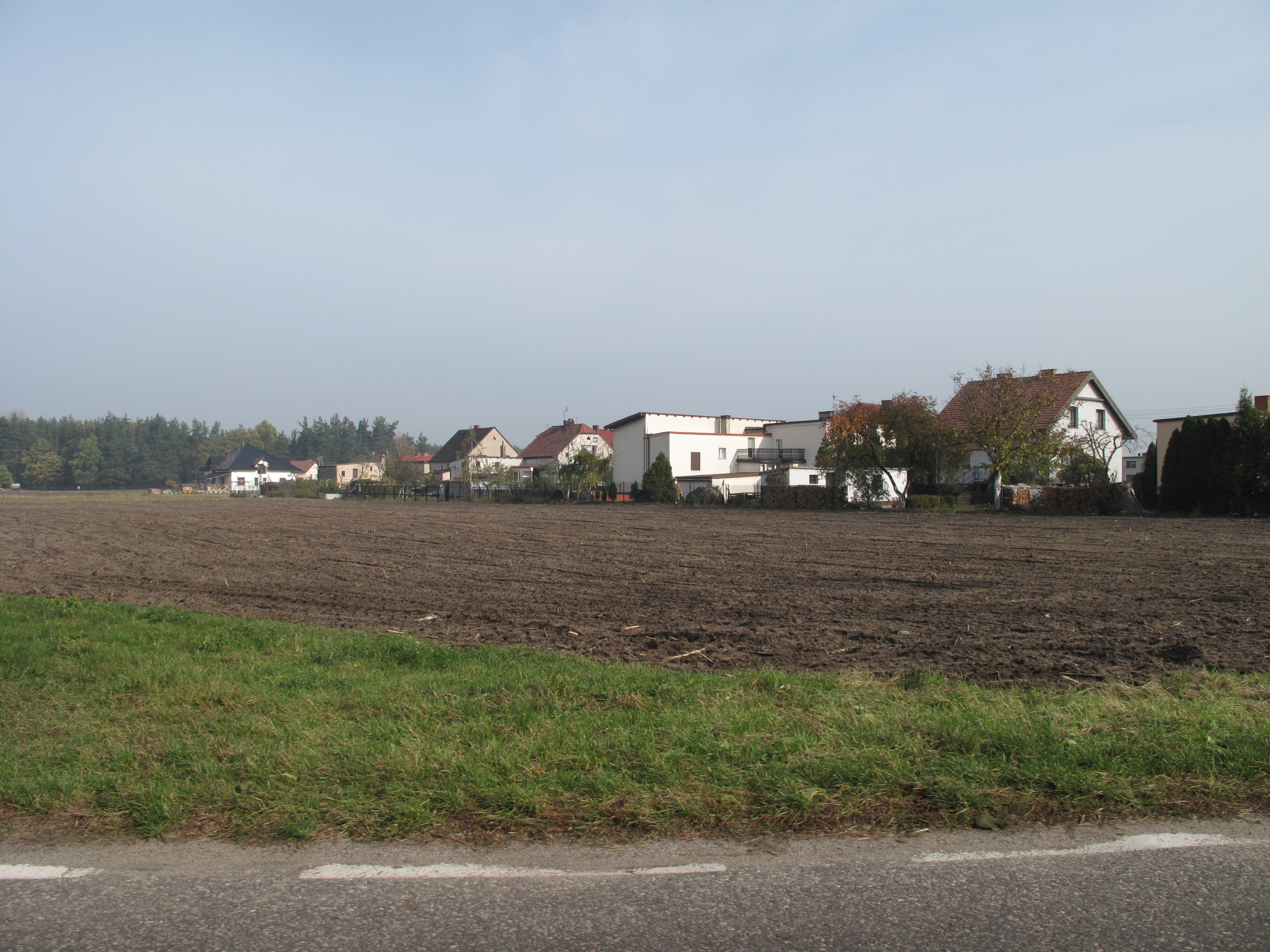
Wjazd od strony Rudy